# Temporál
Temporál je část liturgického kalendáře obsahující rozdělení liturgického roku na jednotlivá liturgická období, jakož i svátky, které připomínají nějakou událost z dějin spásy (zejména Vánoce a Velikonoce).
Jako temporál (latinsky proprium de tempore) se označuje také část určité liturgické knihy (zejména se jedná o misál a breviář) s proměnnými liturgickými texty pro liturgické dny, jejichž mešní formulář nebo modlitby jsou vázány na liturgické období, a pro slavnosti, svátky a památky nepřipomínající světce.